# Arcelet

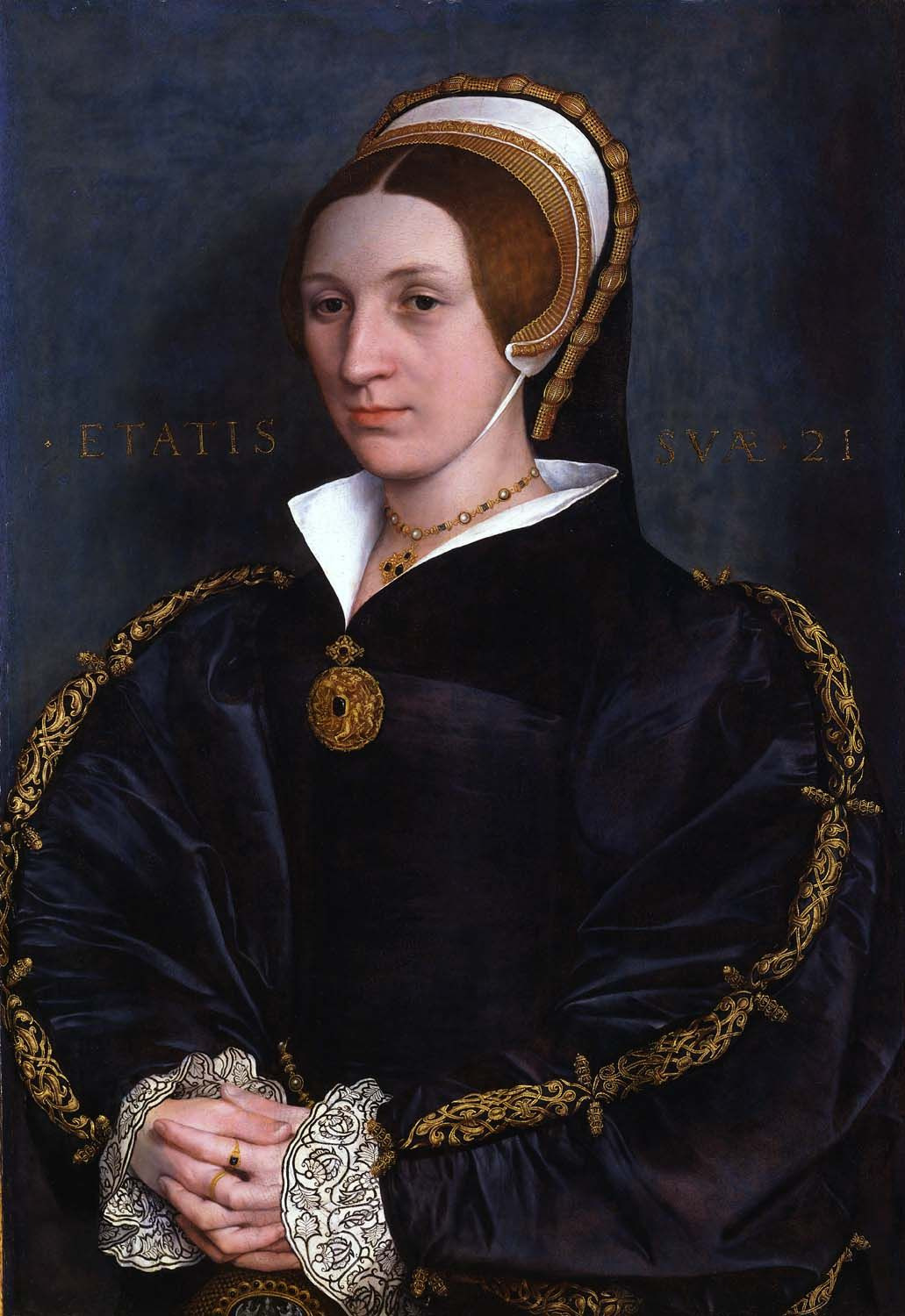
"Portret van een vrouw" geschilderd door Hans Holbein de Jonge anno 1540. De vrouw draagt een arcelet.

De arcelet is een hoofddeksel dat gedragen werd door West-Europese vrouwen in de zestiende eeuw. De hoed bedekt meestal het merendeel van het kapsel van de vrouw. Achteraan is een zwarte sluier. Het ontwerp is wellicht van Franse origine.

## Kunst
Op portretten van Anna van Bretagne anno 1500 is de arcelet reeds te zien. Op een schilderij van een trouwgelegenheid uit 1516 draagt Anna Boleyn ook een dergelijke hoed. Vermoedelijk heeft Boleyn die via de toenmalige Franse koningin Maria Tudor gekregen.

### Galerij
Volgende schilderijen portretteren vrouwen met arcelet.

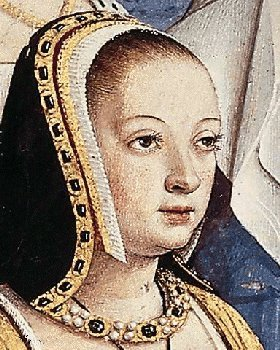
Anna van Bretagne circa 1500–1510
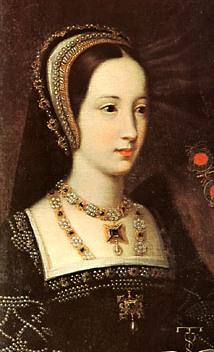
Maria Tudor circa 1516
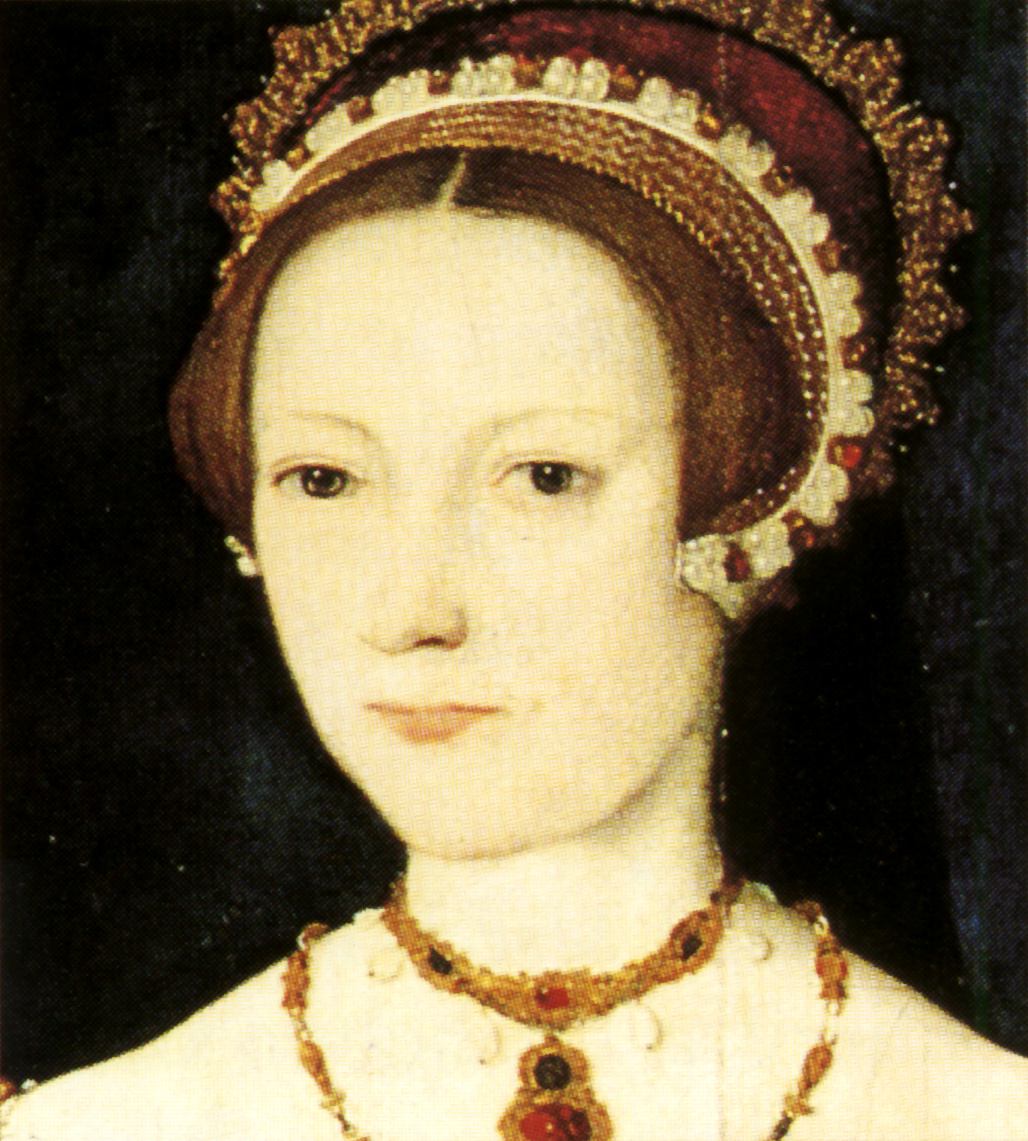
Catharina Parr circa 1545
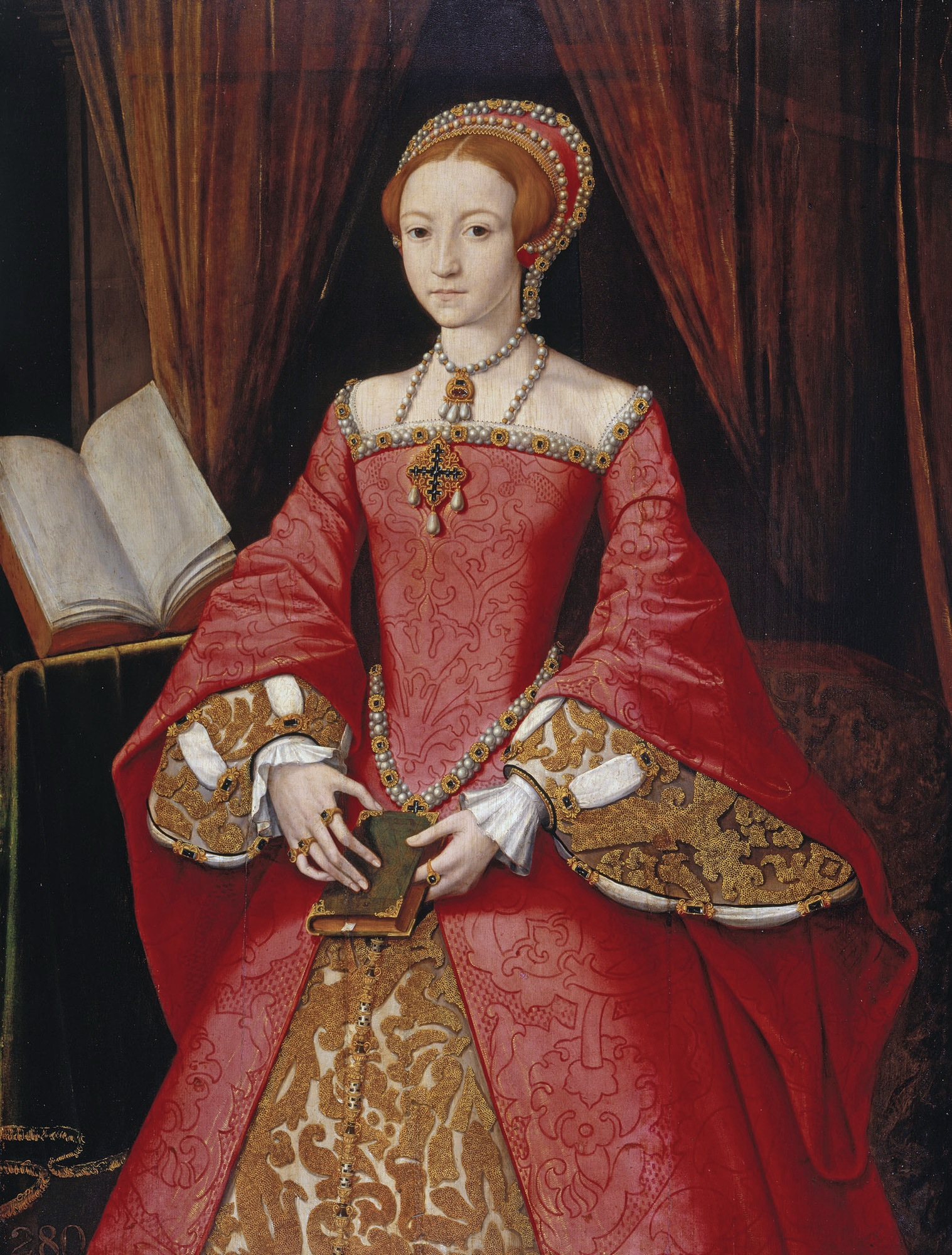
Elizabeth I van Engeland circa 1546
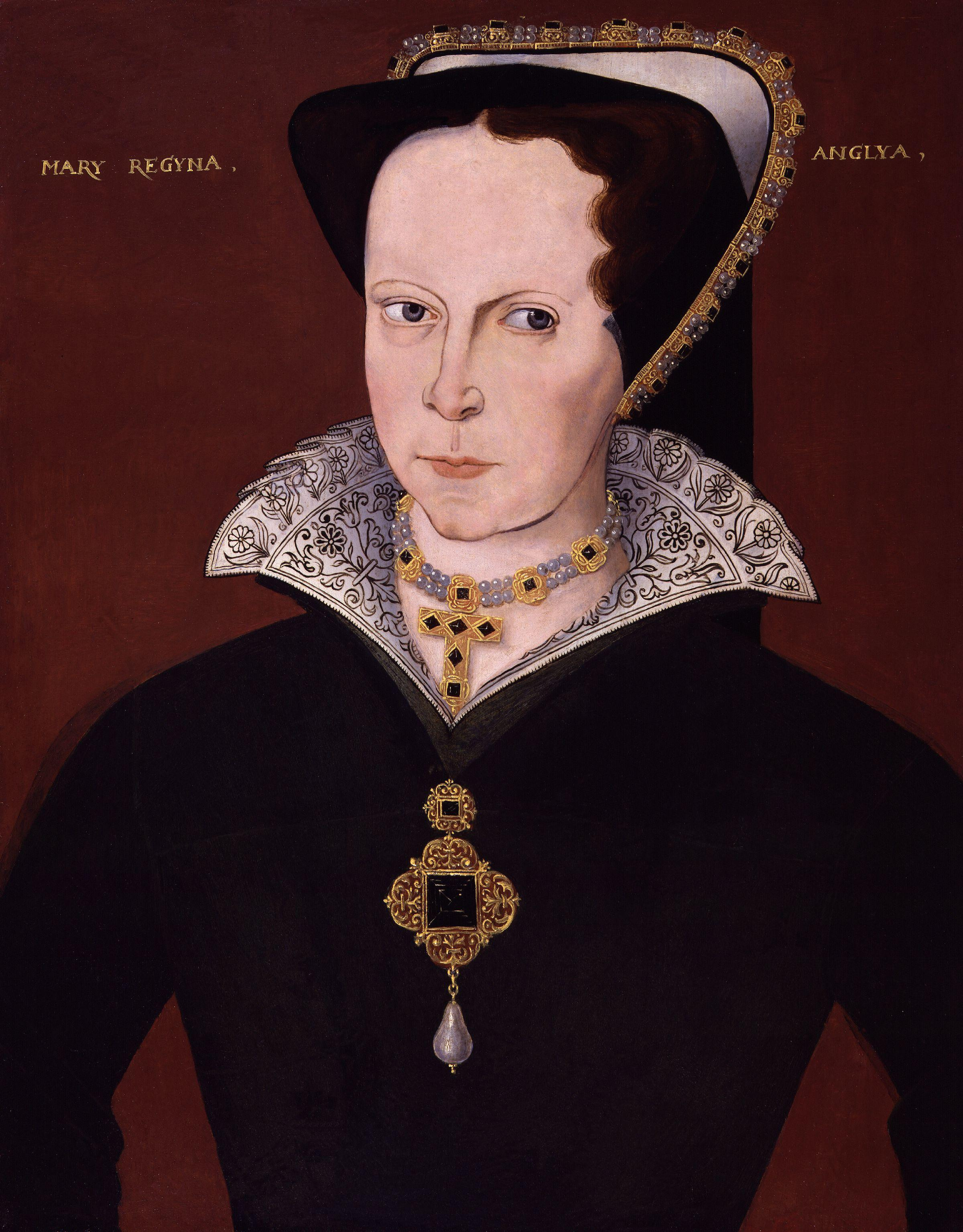
Maria I van Engeland circa 1555
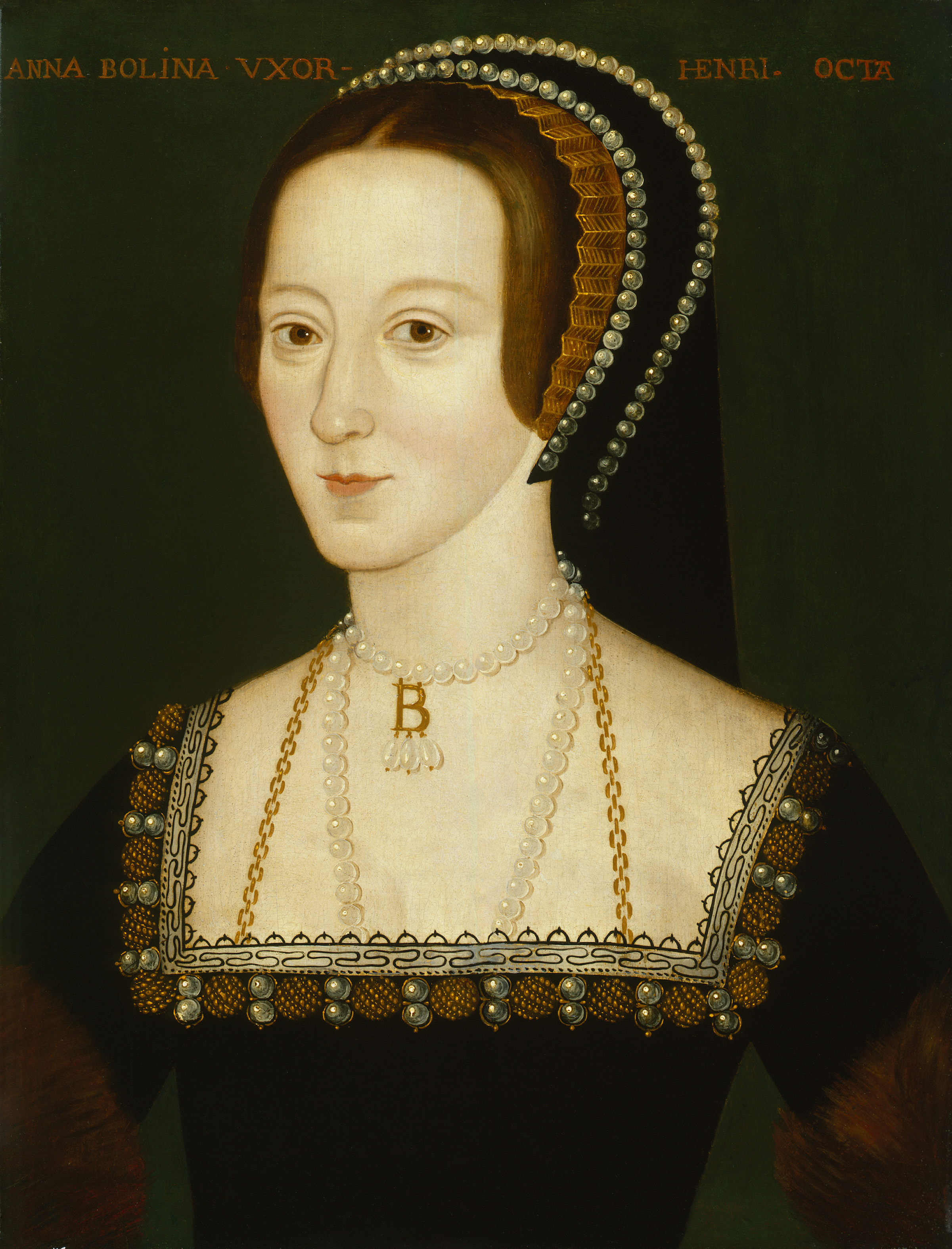
Anna Boleyn circa 1534